# Konjska snaga
Konjska snaga je naziv za više starih mjernih jedinica za snagu izvan sustava SI. Oznaka KS podrazumijeva kod nas[nedostaje izvor] konjsku snagu prema njemačkom standardu (DIN) koja se definira kao snaga potrebna da se masa od 75 kilograma podigne (djelujući silom od 75 kiloponda) na visinu od 1 metra u vremenu od 1 sekunde.
1 KS = 75 kp · 1 m / 1 s = 75 kp·m·s-1
Iako je konjsku snagu nadomjestila standardna jedinica vat (W) i njezina izvedenica kilovat (kW), konjska snaga se još uvijek često navodi kao snaga motora s unutarnjim izgaranjem.
1 kW (kilovat) = 1,359621617 KS (konjska snaga)
1 KS (konjska snaga) = 0,73549875 kW (kilovat)
Konjska snaga je nezakonita jedinica, pa snaga uvijek mora biti izražena u vatima, ili po potrebi upotrebom decimalnih predmetaka kilovatima, i sl. Vrijednost u konjskim snagama se smatra samo informativnom. Pri tome može doći do greške kod prijevoda ako se proizvođač poslužio različitom definicijom konjske snage.